# Tabakbandelier
Ein Tabakbandelier ist eine Schnur, worauf Tabakblätter zur Trocknung an der Luft in Tabaktrockenschuppen aneinandergereiht sind.
In Deutschland erfolgt die Trocknung mithilfe der Luft, die an den Blättern vorbeiströmt und die Feuchtigkeit abführt.
Die Blätter werden mit ausreichendem Abstand zueinander auf einem Bandelier aufgereiht. Für das Einfädeln der Tabakblätter auf das Bandelier verwendet man eine große Nadel. An einem fertigen Bandelier hängen etwa 12 bis 15 Blätter. Die Enden des Bandeliers werden jeweils zu einer Schlaufe geknotet.
In den Tabakschuppen liegen der Länge nach dünne, mit Nägeln versehene Holzstangen, die sogenannten Rahmschenkel. Ihr vertikaler und horizontaler Abstand voneinander beträgt etwa 90 cm. Ein Bandelier wird zwischen zwei benachbarten Rahmschenkel aufgehängt, indem man die beiden Schlaufen an den Nägeln einhängt. Die Länge der Bandelier ist so bemessen, dass sie zwischen den Rahmschenkeln leicht durchhängen und zwei Schlaufen an den beiden Enden gebildet werden können. Die Dicke beträgt etwa 1,5 mm, eine sogenannte „badische Linie“ sind 3 mm. Die Länge eines Bandeliers beträgt etwas über einen Meter.
Bis ins 20. Jahrhundert hinein bestanden die Bandeliere aus Hanffasern. Das Garn wurde vom Bauern selbst hergestellt, waren jedoch auch von Seilern und Kaufleuten unter dem Namen „Tabaksgarn“ zu bekommen.